# Kościół SubGeniuszu
Kościół SubGeniuszu – współczesna grupa religijna, parodiująca wiarę, teorie spiskowe, UFO i kulturę masową, założona w Dallas w Teksasie. Centralną postacią religii jest uśmiechnięty J.R. „Bob” Dobbs z fajką w ustach – prorok, który doznał wizji boga JHVH-1 we własnoręcznie zrobionym odbiorniku telewizyjnym. Główne założenia kultu zostały opisane w książce The Book of the SubGenius. Wiernym w kościele SubGeniuszu może zostać każdy, kto nie uważa się za geniusza.
Podstawową prawdą wiary w Kościele jest dążenie do osiągnięcia Slacka (luzu), który oznacza ogólne poczucie wolności, niezależność i oryginalności myślenia, pojawiające się, gdy osiąga się swe osobiste cele. Kościół twierdzi, że wszyscy rodzimy się z Pierworodnym Slackiem, ale zostaje on nam ukradziony przez ogólnoświatową konspirację normalnych ludzi, czyli „różowych”. Kościół popiera oryginalność i podchodzi z dezaprobatą do działań postrzeganych jako „różowość”, które przytrafiają się nam, gdy uginamy się przed autorytetami i akceptujemy społeczne ograniczenia. „Bob”, pozostając w centrum Slacka, nie może ponieść porażki – nawet jego niepowodzenia są zaskakującymi sukcesami w wyniku jego absurdalnie wysokiego Slacka.

## Slack poza kościołem
- Dystrybucja Linuksa Slackware wzięła swą nazwę od Slacka.
- W wywodzącej się z kultury geeków grze karcianej Chez Geek nalicza się punkty w Slackach. Celem gry jest maksymalizowanie wartości Slacka, aż do czasu, gdy jeden spośród graczy osiągnie swój Slackowy Cel określony w wylosowanej na początku gry karcie Zadań (wszyscy gracze rozpoczynają rozgrywkę z zerowym Slackiem). Wśród kart, które gracze mogą użyć podczas gry do osiągnięcia Slacka, jest między innymi The Book of the SubGenius.[potrzebny przypis]